# Sudarca, Dondușeni
Sudarca este satul de reședință al comunei cu același nume  din raionul Dondușeni, Republica Moldova.

## Istorie
Localitatea a fost atestată documentar pentru prima dată în 1642, ortografiat Sidarsca:
„Io Vasilie voievod, din mila lui Dumnezeu, domn al Țării Moldovei. Iată au venit înaintea noastră și înaintea tuturor boierilor noștri moldoveni, mari și mici. Gaica fiul lui Băgul, și Constantin fiul lui Tanchea, nepotul lui Băgul, și cu alte rude ale lor și s-au pârât de fată, înaintea noastră, cu credincioșii noștri boieri Savin Prăjescul fost mare vornic și cu Lupul Prăjescul mare clucer, și Pătrașco Ciogolea fost logofăt și cu alte rude ale lui Balica hatman, pentru satul Sidarsca, ce este în ținutul Soroca, spunând acei oameni mai sus scriși că le este acel sat mai sus scris dreaptă ocină și dedină și îi asupresc boierii noștri credincioși mai sus scriși și nu au nici o treabă cu acel sat. Iar boierii domniei mele astfel au răspuns, înaintea noastră, că a fost acel sat dreapta ocini și cumpărătură rudei lor Balica hatman.

...

Deci domnia mea i-am întrebat dacă au drese de cumpărătură pe acel sat Sidarsca să le scoată înaintea noastră și ei n-au avut, ci au lăsat pe oameni buni, megieși de prinprejur, cum știu cu sufletele lor de rândul acelui sat...

...

Deci, de acum înainte să aibă a stăpâni dreapta lor ocini și dedini, tot salul Sidarsca, cu tot venitul, și să nu aibă a mai pârî pentru aceiași pâră, niciodată, în veci.

Deci dacă se vor mai ivi, în vreo oarecare vreme, oarecari drese la credincioșii noștri boieri mai sus scriși, pe acel sat Sidarsca, să nu se creadză.

...

La Iași, anul 7150 <1642>, luna aprilie, 4 zile.”

## Demografie
Conform recensământului din anul 2004 populația este de 1 499 locuitori. Potrivit recensământului din 2014 numărul populației constituie 1 753 locuitori

### Structura etnică
Structura etnică a satului conform recensământului populației din 2004:
| Grup etnic         | Populație | % Procentaj |
| ------------------ | --------- | ----------- |
| Moldoveni / Români | 1.477     | 98,53%      |
| Ucraineni          | 16        | 1,07%       |
| Ruși               | 3         | 0,2%        |
| Alții              | 3         | 0,2%        |
| Total              | 1.499     | 100%        |